# Juhaska Przełączka
Juhaska Przełączka (słow. Ovčiarska lávka, niem. Obere Grünseescharte, węg. Felső Zöldtavi csorba) – przełęcz położona na wysokości ok. 2450 m n.p.m. znajdująca się w długiej południowo-wschodniej grani Wyżniego Baraniego Zwornika w słowackich Tatrach Wysokich. Oddziela ona Spiską Grzędę (dokładniej Spiską Igłę) od Juhaskiej Turni. Podobnie jak inne sąsiednie obiekty nie jest dostępna dla ruchu turystycznego.
Północne stoki opadają z przełączki do Doliny Dzikiej. Z kolei na południe z Juhaskiej Przełączki do Doliny Pięciu Stawów Spiskich opada żleb, w którym wyróżnia się trzy kotły lodowcowe: Wyżni Spiski Kocioł, Pośredni Spiski Kocioł i Spiski Kocioł.
Pierwsze wejścia turystyczne:
- Károly Jordán, Ernő Halász, Sándor Nikolics i towarzysze oraz przewodnicy – Johann Breuer junior i Paul Spitzkopf junior, 15 sierpnia 1904 r. – letnie,
- Radovan Kuchař i Jiří Šimon, 26 grudnia 1953 r. – zimowe (być może zimą wchodzono na Juhaską Przełączkę już wcześniej)[1].

Polska i słowacka nazwa przełęczy pochodzi od pobliskiej Juhaskiej Turni. Nazwy niemiecka i węgierska pochodzą od Zielonego Stawu Kieżmarskiego, który znajduje się w położonej poniżej Dolinie Zielonej Kieżmarskiej.

## Przypisy

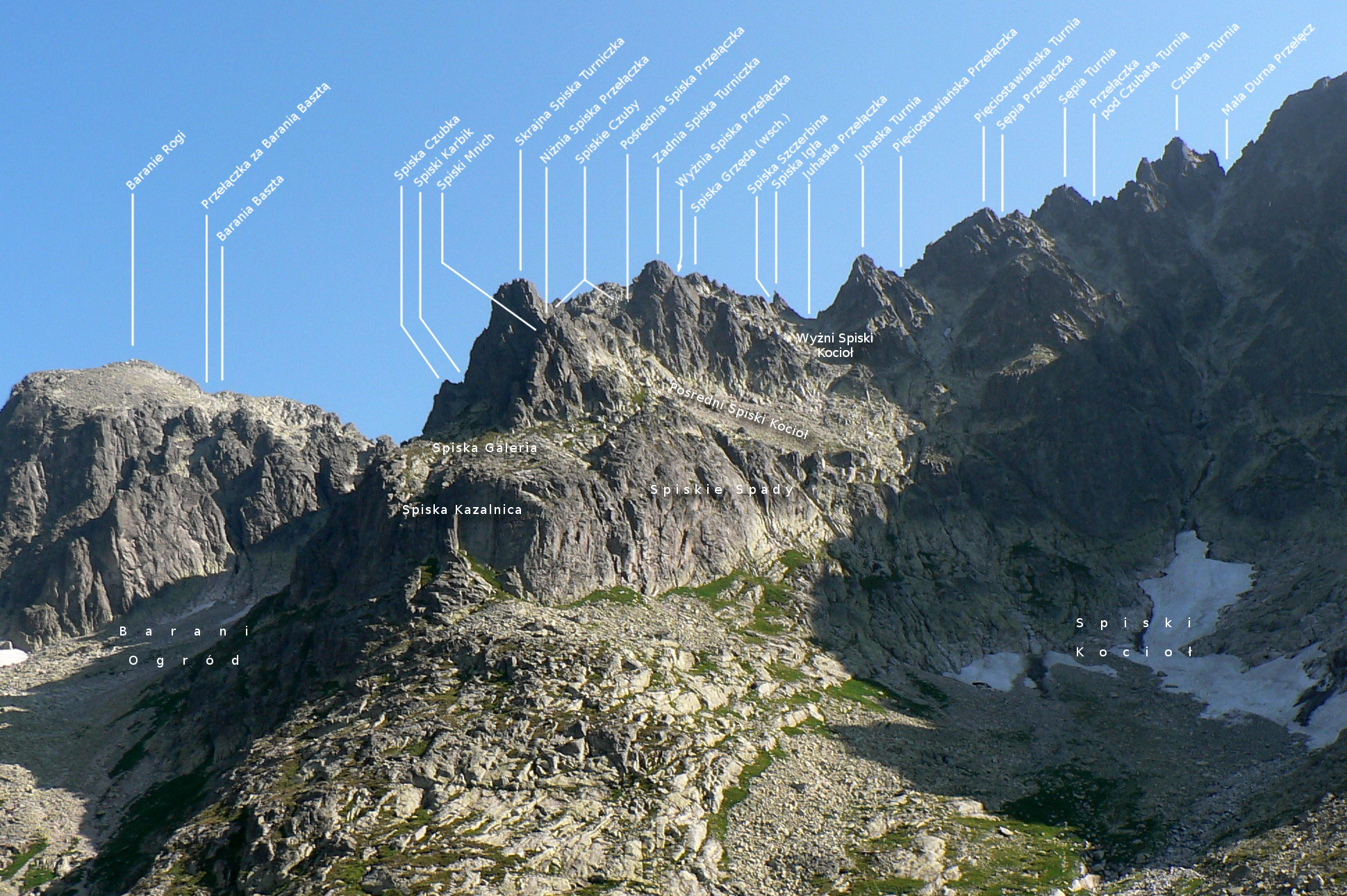
Juhaska Przełączka wśród podpisanych obiektów